# Veronica petraea
Veronica petraea är en grobladsväxtart som först beskrevs av Friedrich August Marschall von Bieberstein, och fick sitt nu gällande namn av John Stevenson. Veronica petraea ingår i släktet veronikor, och familjen grobladsväxter. Inga underarter finns listade i Catalogue of Life.